# وردون (نبراسکا)
وردون(به انگلیسی: Verdon) شهری در ایالت نبراسکا کشور ایالات متحده آمریکا است که جمعیت آن در سرشماری سال ۲۰۱۰ میلادی، ۱۷۲ نفر بوده‌است.